# كريستينا فيلا
كريستينا فيلا (بالإنجليزية: Christina Vella)‏ هي مؤرخة أمريكية، ولدت في 14 مارس 1952، وتوفيت في 22 مارس 2017.